# Джордж Гатсон
Джордж Гатсон  (англ. George Hutson, 22 грудня 1889) — британський легкоатлет, олімпійський медаліст.

## Життєпис
Після закінчення школи в 1908 році записався в Королівський Сассекський полк. Джордж Гатсон був самим багатообіцяючим британським бігуном на довгі дистанції свого покоління, але був убитий у бою лише через п'ять тижнів після початку Першої світової війни. Він став першим британським олімпійцем, який втратив своє життя в бойових діях. Він був підвищений до сержанта за один тиждень перед відпливом до Франції 12 серпня 1914 року. Незадовго перед від'їздом, він дізнався, що його дружина чекає свою першу дитину. Але він ніколи не побачив своєї дочки, тому що 14 вересня того ж року Джордж Гатсон був убитий в бою під час битви на Марні, коли Королівський Сассекський полк втратив 59 офіцерів і солдатів лише за один день.

## Виступи на Олімпіадах
| Олімпіада      | Дисципліна         | Місце |
| -------------- | ------------------ | ----- |
| Стокгольм 1912 | біг на 5000 метрів | 3     |
| Стокгольм 1912 | 3000 м, командні   | 3     |